# Consiglio regionale della Guadalupa
Il Consiglio regionale della Guadalupa (in francese Conseil régional de la Guadalupe) è l'assemblea deliberativa della regione francese d'oltremare Guadalupa, una collettività territoriale decentralizzata. Il consiglio si trova a Basse-Terre, nel quartiere di Petit Paris a est della città, su Avenue Paul Lacavé. È presieduto dal 18 dicembre 2015 da Ary Chalus.

## Composizione attuale
Il Consiglio regionale della Guadalupa è composto da 41 consiglieri regionali eletti a suffragio universale diretto per 6 anni secondo un sistema di liste a due turni per dipartimento con rappresentanza proporzionale.

### Commissioni settoriali
Il Consiglio regionale è supportato da 15 commissioni settoriali. Queste fanno osservazioni e sviluppano proposte strategiche e operative nelle loro aree di intervento. Il Presidente consulta queste commissioni prima che i fascicoli siano sottoposti al voto dei consiglieri regionali in Commissione permanente o in sessione plenaria.
Ogni commissione tematica è composta da un presidente, un vicepresidente, un segretario relatore e almeno quattro membri. Vi siedono funzionari eletti da tutti i gruppi politici.
- Commissione agricoltura, pesca e sviluppo rurale
- Commissione pianificazione territoriale e riequilibrio
- Commissione finanza, fiscalità e patrimonio
- Commissione cooperazione, affari europei e università
- Commissione infrastrutture e trasporti
- Commissione cultura
- Commissione sviluppo economico, concessione marittima, innovazione e ricerca
- Commissione ambiente e ambiente di vita
- Commissione istruzione
- Commissione formazione e integrazione professionale
- Commissione turismo
- Commissione abitazione e solidarietà
- Commissione salute e sport
- Commissione audiovisiva
- Commissione energia

### Commissione adhoc
La Giunta regionale dispone di una commissione ad hoc relativa al settore dei diritti del mare, incaricata di studiare ed emettere pareri sui diritti tecnici del mare prima del loro esame in Assemblea plenaria.

## Presidenti
| Mandato                          | Presidente | Presidente              | Partito | Partito                           |
| -------------------------------- | ---------- | ----------------------- | ------- | --------------------------------- |
| 1975-1980                        |            | Pierre Mathieu          |         | Partito Socialista                |
| 1980-1981                        |            | Robert Pentier          |         | Partito Socialista                |
| 1981-1982                        |            | Marcel Esdras           |         | Unione per la Democrazia Francese |
| 1982-1983                        |            | Marcel Gargar           |         | Partito Comunista della Guadalupa |
| 28 febbraio 1983 - 21 marzo 1986 |            | José Moustache          |         | Raggruppamento per la Repubblica  |
| 1986-1992                        |            | Félix Proto             |         | Partito Socialista                |
| 27 marzo 1992 - 1º aprile 2004   |            | Lucette Michaux-Chevry  |         | Raggruppamento per la Repubblica  |
| 2 aprile 2004 - 3 agosto 2012    |            | Victorin Lurel          |         | Partito Socialista                |
| 3 agosto 2012 - 12 aprile 2014   |            | Josette Borel-Lincertin |         | Partito Socialista                |
| 2 maggio 2014 - 18 dicembre 2015 |            | Victorin Lurel          |         | Partito Socialista                |
| 18 dicembre 2015 - in carica     |            | Ary Chalus              |         | Divers gauche                     |